# Haplinis rufocephala
Haplinis rufocephala är en spindelart som först beskrevs av Arthur Urquhart 1888.  Haplinis rufocephala ingår i släktet Haplinis och familjen täckvävarspindlar. Inga underarter finns listade i Catalogue of Life.